# Somewhere Back in Time World Tour
Tournées par Iron Maiden
A Matter of Life and Death Tour
(2006-07) The Final Frontier World Tour
(2010-11)
Somewhere Back in Time World Tour est une tournée de concerts d'Iron Maiden en 2008 et 2009, se concentrant sur le répertoire du groupe dans les années 1980, en particulier avec des albums comme Powerslave, Somewhere in Time et Seventh Son of a Seventh Son. La tournée est liée à la deuxième partie de la série DVD, intitulée The History of Iron Maiden, et pousse à la réalisation d'une nouvelle compilation des plus grands succès du groupe, Somewhere Back in Time.